# 安關鼎
安关鼎（1915年—？年），彝族，贵州省赫章县達依鄉海马姑人，德儔氏後裔。1935至1940年任威宁县第五区区长，1943年至1945年任赫章县教育科科长，1946至1949年任贵州省参议会参议员。1947年参加赫章竞选国民代表大会代表，获多数票当选。1948年赴南京出席第一屆国民大会。1949年12月赫章被解放军攻占，向当局投诚。1950年春“土匪叛乱”，县人民政府暂撤离，与安纯三、廖兴序等组织县政府，当任县长。9月赫章重被占领，下落不明。